# 三元悖论

不可能三角或三元悖論，其中只有兩個是可以同時實現的。例如一個國家採用了a，就可以維持固定匯率和資本自由進出，其代價是失去貨幣的獨立自主性。

三元悖论（(Mundellian) Trilemma）又稱不可能的三頭馬車、三难选择、不可能三角、蒙代尔三角或不可能的三位一体（Impossible trinity），是国际金融学中的原則，指一個國家不可能同時完成下列三者，三者最多可以選其二：
- 資本自由進出（Capital mobility）
- 固定匯率（Exchange rate）
- 獨立自主的貨幣政策（Monetary policy）

## 為何不可能

### 資本自由進出且固定匯率
在資本自由進出及固定匯率之下，政府無法固定貨幣供給，也不能固定利率，於是資本的流動將使利率趨向於國際利率水準，失去貨幣政策自主性。
像是香港允許資本自由進出，且港幣在1983年10月17日採聯繫匯率制度釘住美元，故香港的貨幣政策完全由美國主導。

### 資本自由進出且自主的貨幣政策
在資本自由進出且自主的貨幣政策之下，利率變化造成的資本流動會被匯率的反向變動所抵銷，使資本的進出不影響貨幣供給，因此國家可以擁有貨幣政策自主性，卻不能固定匯率。
大部分發達經濟體多採用此種制度，包括美元、歐元及日圓等。

### 自主的貨幣政策與固定匯率
在上面兩個情況皆為資本流動造成雙率只能擇一控管，於是在管制資本流動後，便可控制雙率。
如亞洲金融危機後採取金融鎖國之馬來西亞。

## 历史事件
固定汇率、资本自由进出和自主货币政策，三者的并行被认为会导致金融危机。常引以为例的有：墨西哥Peso危机（1994-1995），1997年亚洲金融危机（1997-1998），阿根廷金融崩溃（2001-2002）。
其中，尤以1997年亚洲金融危机被认为是由于三种政策并施，违反三元悖论的规则，而导致的大规模的金融危机。东南亚国家实际上采取的汇率政策是与美元挂钩的（固定汇率）促进自由资本流动，又同时制定独立的货币政策。  首先，由于事实上与美元挂钩，外国投资者可以在亚洲国家投资，却不用担心汇率波动的风险。其次，资本自由流动使得外国投资者可以无障碍地投资。再者，在1990-1999年间，东南亚国家的短期利率高于美国的短期利率。由于这些原因，许多外国投资者将巨额资金投入亚洲国家，获得了巨额收益。当东南亚国家贸易平衡有利可图，投资正向发展；但当东南亚国家的贸易平衡转变，投资者们迅速地撤回资金，引发了亚洲金融危机。最终一些国家如泰国美元储备告罄，不得不实行浮动汇率而贬值。由于许多短期债务以美元结算，债务膨胀并导致许多公司破产倒闭。